# 다우닝가 10번지

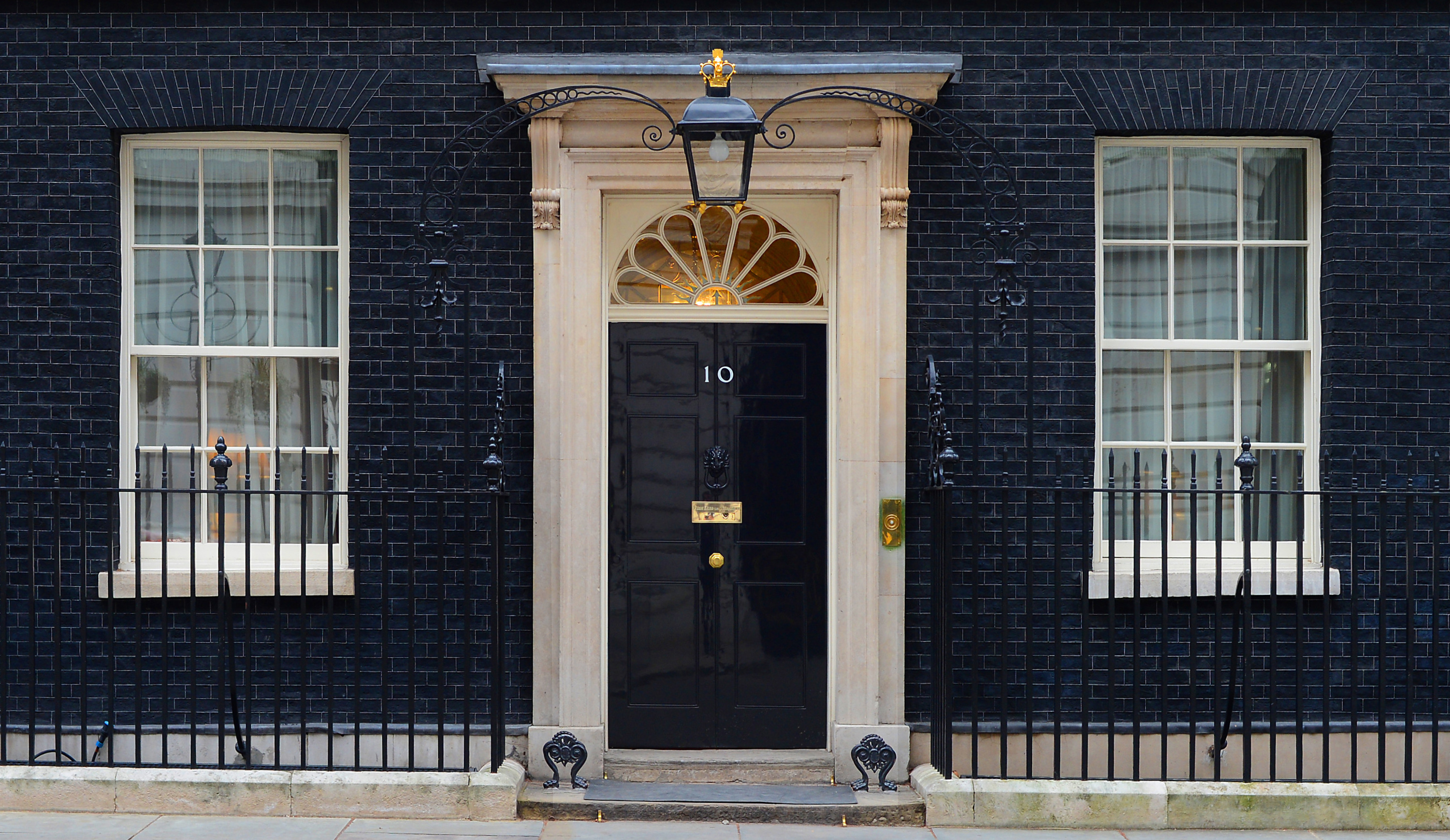
다우닝가 10번지

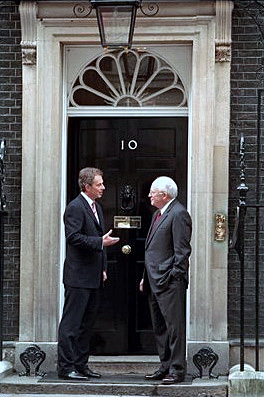
2002년 당시 영국 총리인 토니 블레어와 미국 부통령 딕 체니가 다우닝가 10번지 현관문 앞에서 환담하는 모습

다우닝가 10번지(다우닝 街 10番地, 영어: 10 Downing Street)는 영국의 총리가 머무르는 관저이다. 18세기에 지어져 300여년에 달하는 역사를 자랑한다. 본래 제1대장경을 위한 저택이었으나 19세기 들어 영국 총리가 제1대장경을 겸임하게 되면서 자연스럽게 총리 관저가 되었다. 다우닝가 10번지는 런던에서 가장 유명한 주소명이기도 하며, 영국에서는 '넘버 텐'(Number 10)이라고만 부르기도 한다.
영국 런던의 중심부, 시티오브웨스트민스터의 다우닝가에 자리해 있다. 관저 내부의 방은 100개가 넘으며, 3층에는 개인 거주 공간이, 지하층에는 조리실이 있다. 나머지 층에는 회의실과 사무공간, 접수처, 대기실과 만찬실 등이 있어, 총리가 업무를 보고 정부관료, 대표인사, 외국 고위관리 등이 만나 연회를 갖는 용도로 쓰인다. 건물 뒤편에는 안뜰이 있어 약 2000 m² 크기의 정원이 조성되어 있고, 이곳을 내려다보는 테라스도 있다. 주변에 있는 세인트 제임시즈 공원과 맞닿아 있으며 영국 국왕이 사는 버킹엄 궁전, 영국 의회의 국회의사당인 웨스트민스터 궁전과도 가깝다.
1732년 조지 2세가 로버트 월폴 경에게 다우닝가 10번지 일대를 하사하였다. 당시 그곳에는 집 3채가 자리해 있었다. 월폴 경은 해당 토지를 자기 개인용이 아닌 영국 대장경의 관저로 사용하라는 조건을 받아들였다. 이후 윌리엄 켄트라는 건축가에게 세 집을 큰 집 하나로 합치는 공사를 의뢰하였고, 그 결과 지금의 다우닝가 10번지 건물이 탄생하였다.
다우닝가 10번지 건물은 규모도 크고 국회의사당 근처에 있어 위치도 적절했지만, 처음에는 별다른 관심을 받지 못했고 들어와 사는 총리도 소수에 그쳤다. 또 유지비용 문제도 있었으며 방치되고 낡아가면서 철거 위기에 놓인 적이 한두번이 아니었다. 그러나 결국에는 살아남아 수많은 정부관료 및 영국의 역사적 사건들과 연관되는 장소가 되었다. 1985년, 10번지 건물이 완공 250주년을 맞이하자 마거릿 대처 당시 영국 수상은 이 건물이 "영국의 유산 중에서 가장 소중한 보배"일 것이라고 표현한 바 있다.

## 용도
현재 다우닝가 10번지에 거주하는 자는 다음과 같다.
- 제1대장경 (영국 총리)
- 영국 총리의 배우자와 일가족
- 다우닝가 운영수석 (Downing Street Head of Operation)
- 다우닝가 소통국장 (Downing Street Director of Communications)
- 총리 관저 수렵보좌관

그리고 영국 내각회의가 진행되는 내각회의실이 자리해 있으며, 다우닝가 10번지 입주자인 리시 수낵 총리가 회의를 주재한다. 또 영국 정부의 운영계획과 외교정책을 다루는 총리 집무실도 있다.

## 역사

### 다우닝가의 기원
다우닝가 10번지에는 원래 세 채의 건물이 들어서 있었다. 먼저 세인트 제임시즈 공원을 내려다보는 '더 하우스 앳 더 백' (The House at the Back)이란 이름의 저택이 있었고, 그 뒤편에 연립주택과 커티지(시골집)가 있었다. 연립주택은 1682년~1684년에 조지 다우닝 준남작이 지은 건물 중 하나였다. 지금의 건물을 두고 '타운하우스'라 부르는 것의 유래가 되기도 했다.
올리버 크롬웰과 찰스 2세의 스파이로 악명이 자자했던 다우닝 준남작은 부동산에 투자하여 상당한 부를 쌓았다고 한다. 1654년에는 세인트 제임시즈 공원 남쪽 일대 부지를 임차계약으로 사들였다. 바로 뒤에는 자신의 저택이 있었고 국회의사당까지는 걸어갈 수 있는 거리였다. 다우닝은 "적합한 급(good quality)의 분들이 살 만한" 연립주택가를 조성할 계획을 세웠다. 그가 지은 거리는 자신의 이름을 따서 '다우닝가'가 되었으며, 다우닝가의 건물 중 가장 큰 것이 지금의 다우닝가 10번지가 된 것이다.

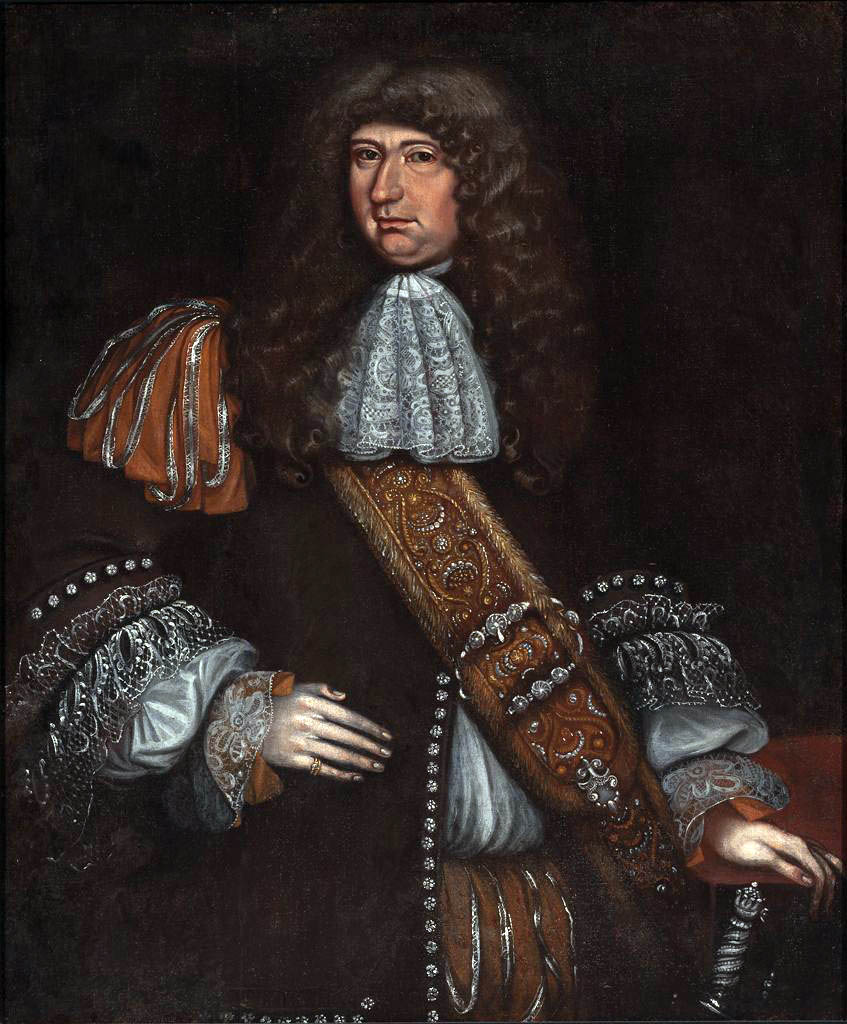
조지 다우닝 준남작의 초상. 1675-1690년경, 토머스 스미스. 포그 박물관 소장.

투자 의지로만 보면 일사천리였지만 실제로는 그렇지 못했다. 우선 사용하고자 한 토지의 임차권을 갖고 있던 햄든 가에서 토지 매매를 거절하였다. 다우닝은 그에 맞섰으나 패소하였고, 실제로 공사에 들어가기까지는 30년의 세월을 더 흘려보내야 했다. 햄든 가의 임차권이 만료되자 다우닝은 서쪽 토지로 건설할 수 있는 허가를 받았고, 더 새로운 부동산 개발로 기회삼을 수 있게 되었다. 1682년에 발행된 새 보증서에서는 "조지 다우닝 경은...서쪽 끝의 언급한 공원의 벽으로부터 14피트 이내에는 짓지 않는다는 조건으로...주택 신축[을 허가한다]"라고 되어 있다. 1682년부터 1684년까지 다우닝은 마차보관소와 마구간, 그리고 공원을 내려다볼 수 있는 공간이 딸린 2층짜리 연립주택들이 늘어선 막다른 거리를 조성하였다. 이후 이 동네의 주소는 수차례 바뀌었으며 1787년에는 5번지가 지금의 '10번지'로 명명되었다.
다우닝은 건축가 크리스토퍼 렌을 고용해 주택 설계를 시켰다. 규모가 크긴 했지만 부드러운 지반에 얕은 기초를 놓아 큰 예산 들이지 않고 건물을 빠르게 쌓아올렸다. 건물 정면은 벽돌 무늬를 흉내내기 위해 일부러 선들을 그려넣었다. 윈스턴 처칠은 10번지 건물에 대해 "싸게 먹으려던 계약자가 짓고 자기 이름까지 붙인, 위태롭고 가벼운 건물"이라 표현하기도 했다.
다우닝가의 윗쪽 끝은 세인트 제임시즈 공원로 이어지는 막다른 길이었기 때문에 다우닝가는 조용하고 은밀한 동네가 되었다. 1720년 광고에서는 "...꽤나 트인 곳 (특히 안쪽 끝)으로, 매우 큼직하고 잘 지어진 주택이 네다섯 개 있으며, 훌륭하거나 고귀한 분들께 알맞습니다. 각 주택에는 태라스 산책로가 딸려, 세인트 제임시즈 공원의 쾌적한 조망을 담고 있습니다."라고 홍보하고 있다. 실제로 다우닝가에는 유명 인사들이 여럿 거주하였는데, 1688년부터 1689년까지는 야머스 백작부인이, 1692년부터 1696년까지는 랜즈다운 경이, 1699년부터 1703년까지는 그랜텀 백작이 10번지에 머물렀다.
다만 정작 다우닝 준남작은 다우닝가에 살지 않았다. 1675년에 케임브리지로 돌아가 말년을 보냈고, 그곳에서 1684년에 사망했다. 오늘날 다우닝가 10번지 입구의 휴게실에는 그의 초상화가 걸려 있다.

### '하우스 앳 더 백'

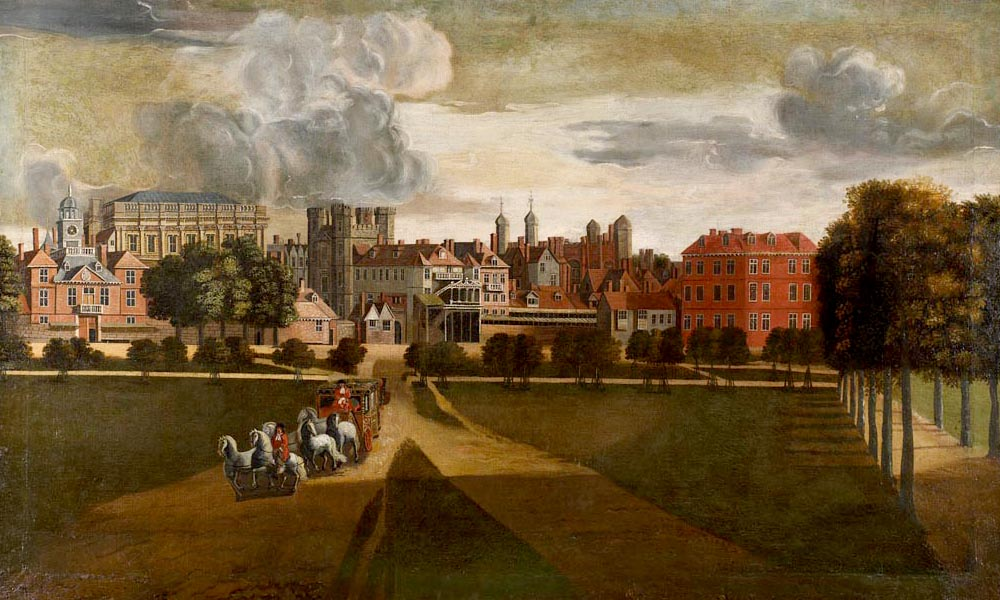
헨드릭 댕커츠의 <화이트홀 궁전> (The Palace of Whitehall, 1660-1679년경). 세인트 제임시즈 공원의 서쪽에서 바라본 풍경으로 '하우스 앳더백'은 맨 오른쪽에 있으며, 그 옆의 팔각형 건물이 투계장이었다.

다우닝가 10번지를 구성했던 세 건물 중에서 가장 큰 건물인 '하우스 앳 더 백'(House at the Back)은 1530년경 화이트홀 궁전 바로 옆에 지어졌던 저택이었으며, 그 이후로도 재건축, 증축, 개보수를 여러 번 거쳤다. 원래는 '투계하숙집'(Cockpit Lodging)이라 부르던 여러 건물 중 하나였는데, 투계장으로 쓰던 팔각형 건물과 맞닿아 있었기 때문에 그렇게 불렀다. 17세기 초 투계장이 공연장과 극장으로 바뀌었고 명예혁명 이후에는 내각회의가 비밀리에 소집되기도 하였다.
'하우스 앳더백'은 화이트홀 궁전의 관리자였던 토머스 니벳이 지내던 숙소로 몇년간 쓰였다. 그는 참고로 국왕 제임스 1세의 암살 음모를 꾸미미던 가이 포크스를 체포한 것으로도 유명하다. 이전에는 그 옆집에 살았었는데 지금의 다우닝가 10번지 건물 자리와 거의 근접한 위치였다. 하여간 이때부터 '하우스 앳더백'은 왕가 일원이나 정부 각료들이 종종 들어와 살기 시작했다. 특히 엘리자베스 공주가 1604년부터 이곳에 머물다 1613년 프리드리히 5세 폰 팔츠와 결혼하면서 하이델베르크로 이사를 갔다. 엘리자베스의 손자 조지는 하노버의 선제후였으며 훗날 영국 국왕에도 즉위하였다. 또 증손자 조지 2세는 1732년 월폴에게 저택을 하사하게 된다. 국왕 복권에 공헌한 조지 몽크는 1660년부터 들어와 살면서 1671년 서거할 때까지 살았다. 1667년부터 1672년까지 재무위원단 의장을 맡을 당시에는 회계방식을 바꾸고 국왕의 지출 권한을 더욱 확대하기도 하였다. 특히 다우닝가를 조성한 조지 다우닝 준남작이 그의 비서로 일하면서 이 같은 개혁을 주도했다는 추측이 있다. 조지 몽크는 지금의 제1대장경과 총리가 사는 집에 거주한 최초의 재무장관이기도 하다.
1671년에는 버킹엄 공작 조지 빌리어스가 찰스 2세의 캐벌 내각에 합류할 당시 이곳에 들어와 살게 되었다. 빌리어스는 상당한 예산을 들여 집을 다시 지었고, 그 결과 널찍한 저택이 탄생하였다. 화이트홀 궁과 나란히 있는 동시에 정원에서는 세인트 제임시즈 공원의 풍경이 펼쳐진 저택이었다. 1676년 빌리어스가 은퇴하자, 찰스 2세의 딸 샐럿 피츠로이 부인이 에드워드 리와 결혼한 뒤 이곳에 들어와 살기 시작했다. 이후 국왕이 저택 증축 공사를 재가하여 3층에 다락방, 지하층까지 지닌 건물이 되었다. 이때 지어진 내부구조는 오늘날 10번지 건물의 뒤쪽 구역에 고스란히 남아 있다. (1677년 계획도 참고) 이 같은 공사를 진행한 데에는 건물 자체가 템스강 인근의 늪지반에 자리잡은 탓에 구조적 손상을 입어 수리가 절실했던 이유가 있었다. (다우닝가 전체가 다 그랬지만) 10번지 건물 역시 설계 미스로 인해 기반을 얕게 판 탓에 문제를 종종 일으켰고, 1960년에 와서야 말뚝을 깊게 박고 그 위에 10번지 건물을 다시 지어 해결할 수 있었다.
에드워드 리는 명예혁명 이후 제임스 2세를 따라 망명에 나섰다. 1690년 윌리엄 3세와 메리 2세는 오라녜 공의 즉위에 공헌한 네덜란드 장군 헨드릭 판 나소-우에르커르크에게 '하우스 앳더백'을 하사하였다. 나소는 자신의 이름을 영어식으로 '오버커크'로 바꾸고 그곳에서 지내기 시작하였으며, 1708년에 사망했다. 1720년 오버커크 부인도 세상을 떠나자 '하우스 앳더백'은 왕가 소유로 다시 돌아왔다. 재무부는 2,522파운드의 예산을 책정해 "최고의 상태, 제일 튼튼한 상태로 수리하고 맞춰나가기 위한" 칙령을 내렸다. 여기에는 "다우닝가로 이어지는 뒤쪽 복도를 손보고 새 대문을 낼 것, 새 변소를 지을 것, 예전에 여왕님이 사실 적에 다우닝가로 나오려는 시녀들을 위해 만들어진 쓸모없는 복도를 해체할 것, 큰 납수조와 파이프의 주물을 새로이 하고 그 수조에 새 틀을 놓아 수도가 집안으로 들어오도록 할 것"이라는 내용이 담겼다. (1720년경 다우닝가 10번지와 계장하숙집 자리를 참고할 것)
'하우스 앳더백'이라는 이름 역시 집주인에 따라 바뀌기도 하였다. 처음에는 리치필드 하우스였다가 1690년에는 오버커크 하우스로 바뀌었고, 1720년에는 다시 보트마 하우스로 개명하였다.

### 제1대장경의 저택

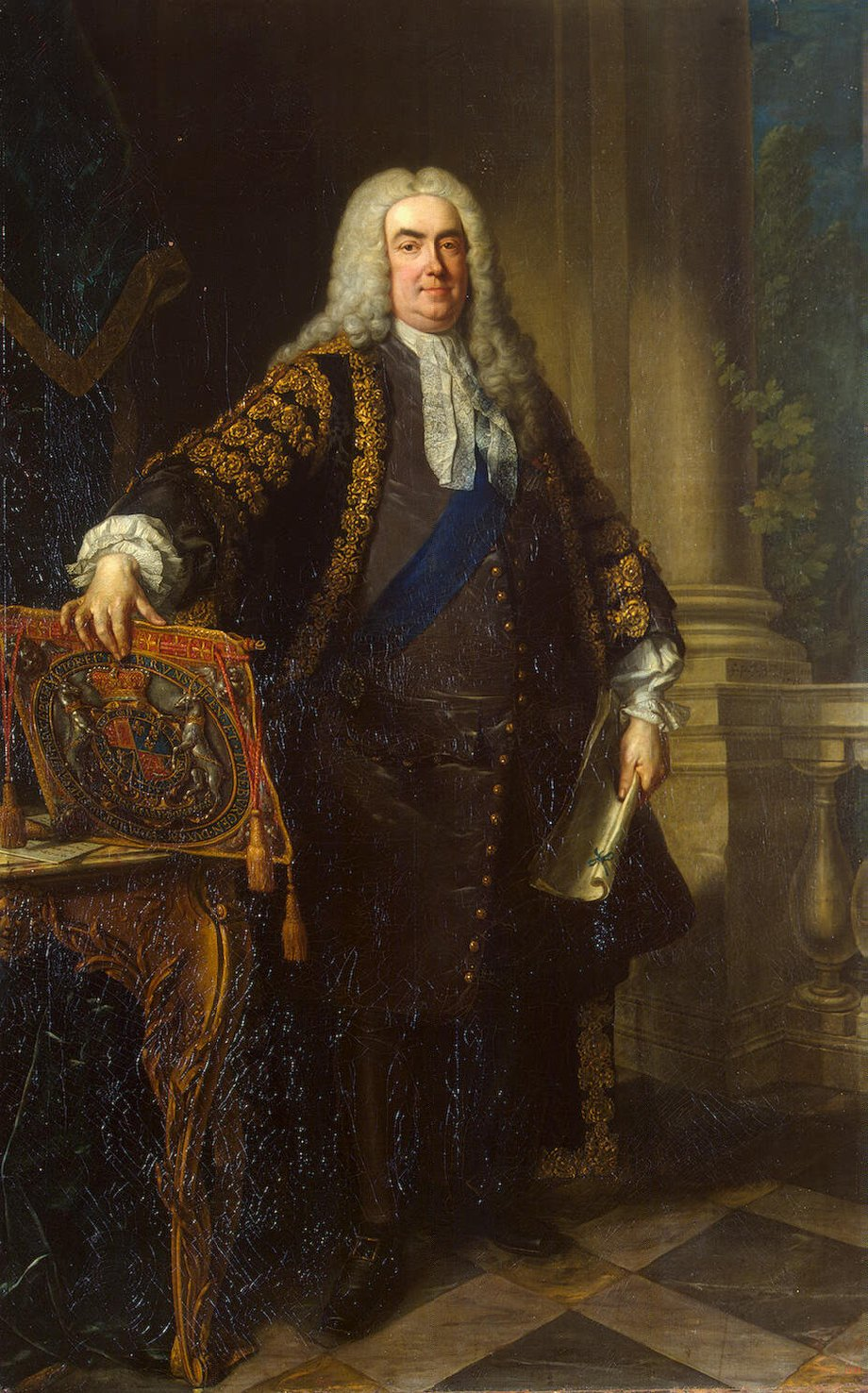
로버트 월폴은 조지 2세로부터 하사받은 하우스 앳더백과 다우닝가의 주택 두 채를 제1대장경 집무실로 처음 사용하게 되었다.

보트마 백작이 사망하자 '하우스 앳더백'은 다시 왕실 소유로 돌아갔다. 조지 2세는 영국 최초의 총리로 불리는 로버트 월폴에게 이 건물을 하사하였는데, 재정을 안정시키고 평화를 유지하며 하노버 왕가의 승계를 확고히 하는 등, 나라에 봉사한 바가 크다는 것이 그 이유였다. 또 조지 2세는 10번지를 비롯한 다우닝가 주택 두 곳의 임차권을 갖고 있어, 이 둘도 월폴에게 하사하기로 하였다. 하지만 월폴은 국왕의 하사품을 바로 받지는 않았다. 대신에 해당 저택을 자신이 아닌 제1대장경의 저택으로서 하사해달라고 요청하였고, 조지 2세는 이를 수락하였다. 이로써 월폴은 현임 제1대장경으로서 그곳에서 살 수 있게 되었으나 언젠가는 후임에게 비워주도록 한 것이었다.
이후 저택 확장의 필요성을 느낀 월폴은 옆집 코티지의 세입자였던 치킨 씨에게 다우닝 가의 다른 집으로 이사가면 안되겠느냐고 설득하였다. 그런 뒤 코티지와 뒷쪽의 저택을 10번지로 편입하였다. 월폴은 당대 이름난 건축가였던 윌리엄 켄트에게 이들 건물들을 하나로 합치는 공사를 진행해달라고 의뢰하였다. 켄트는 이들 건물 사이에 2층짜리 구조물을 덧대어 하나의 큰 집으로 묶는 방식을 썼다. 1층에는 긴 방 하나가 있고 그 위로는 여러 개의 방이 있는 구조였다. 남은 내부공간은 안뜰로 바꾸었으며, 다우닝가와는 복도로 연결되도록 하였다. 건물이 하나의 구조로 통합되자 켄트는 그 내부를 모조리 철거하고 다시 공사하였다. 그리고는 하우스 앳더백의 3층에 페디먼트를 올렸다. 또 월폴이 국회의사당으로 서둘러 갈 수 있도록 세인트 제임시즈 공원 쪽으로 나가는 북쪽 대문을 폐쇄하고 다우닝가 쪽에 대문을 내었다.
여기까지의 모든 공사는 총 3년이 걸렸다. 1735년 9월 23일 <런던 데일리 포스트>에서는 "어제 로버트 월폴 경께서 여사님과 가족분들과 함께 세인트제임스 광장의 자택에서 나와 세인트 제임시즈 공원 쪽 재무부와 맞닿아 있는 새 저택으로 이사하였다 한다"고 전했다. 공사 비용이 얼마나 들어갔는지는 전해지지 않지만, 처음 예상비용은 8,000파운드에 달했으며 최종적으로는 20,000파운드를 넘지 않았을까 하는 추측이 있다.
지금의 다우닝가 10번지 건물은 특유의 검은색 대문으로 유명하지만, 월폴이 처음 입주할 당시만 하더라도 그런 문은 없었고 40여년이 지난 뒤에야 비로소 설치되었다. 켄트의 설계도에서 그려진 대문은 큼직하고 우아한 공간을 감추기라도 한 듯, 그다지 특별할 것 없는 평범한 문에 지나지 않았다. 반면 저택 내에는 견목과 대리석바닥, 반곡 몰딩마감, 멋진 기둥, 대리석 벽난로선반 등으로 꾸며진 60여개의 방이 있었고, 서쪽방면으로는 세인트 제임시즈 공원의 아름다운 조망이 가능했다. 그 중에서 가장 큰 방은 서재로, 40 × 20피트 크기에 거대한 창이 달려 있고 그 창을 통해 공원을 내려다볼 수 있었다. 설계도에서는 '각하의 서재' (My Lord's Study)라 붙여진 이곳은 훗날 총리와 내각인사들이 모이는 내각실 (Cabinet Room)이 되었다.
월폴은 이사 직후 서재 바깥의 땅 일부를 테라스와 정원으로 조성하라는 지시를 내렸다. 1736년 4월 발행된 특허장에서는 "...국왕폐하의 세인트 제임시스 공원에 위치한, 그리고 지금은 국왕폐하의 재무상 각하께서 거주하시는 저택에 속해 인접해 있는 정원 부지 일부는,...국왕의 이름으로... 얼마전에 만들어 조성되었다"고 적고 있다. 또 같은 문서에서 다우닝가 10번지는 "국왕폐하의 재무성 청사로 합병, 통일되었으며, 당분간 국왕폐하의 제1대장이 사용하고 거주할 곳으로 남게 된다"고 밝혔다.

### '크고 멋적은 집'

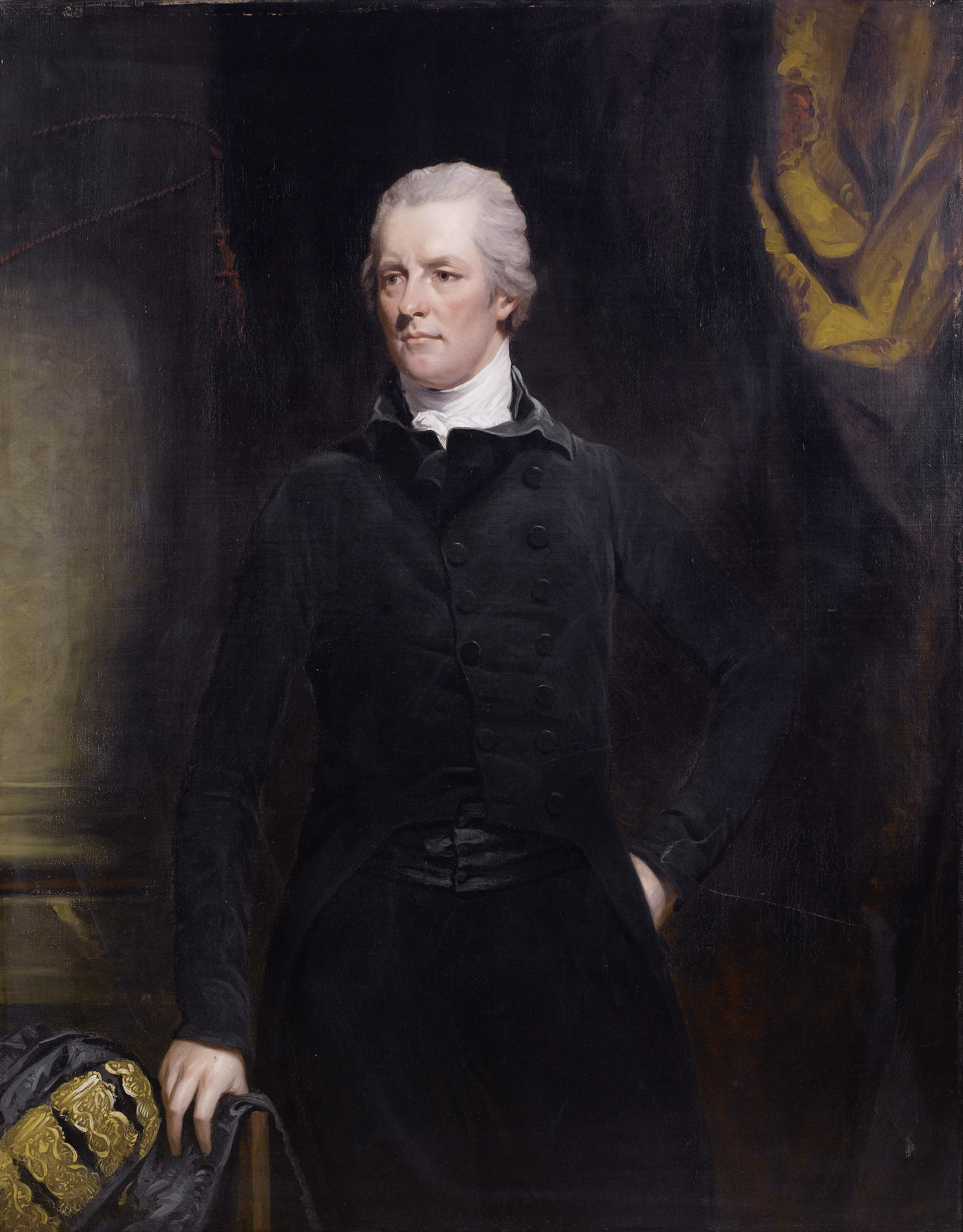
윌리엄 피트는 수상으로서는 역대 최장 기간인 20여년간 다우닝가 10번지에 머물렀다. 피트는 10번지를 "나의 크고 멋적은 집"이라 부르곤 했다.

월폴은 1742년까지 10번지 건물에서 살았다. 처음부터 후임 제1대장경에게 자리를 물려주고자 한 공간이었지만, 월폴 이후의 다섯 명은 각자 자신의 저택에서 살았으며 실제로 후임이 들어와 살기까지는 21년이 더 걸렸다. 이처럼 10번지 건물을 기피하는 성향은 20세기 초까지 이어져, 1735년부터 1902년까지 총 31명의 대장경이 부임하였지만 그 중 16명 (월폴 포함)만이 10번지 건물에서 살았다.
대장경들이 10번지 건물에 들어와 사는 것을 기피한 이유는 우선 모두들 그보다 더 크고 훌륭한 저택을 소유하고 있던 귀족층이었기 때문이다. 그들의 눈에는 10번지 건물이 평범한 건물에 불과했다. 이 때문에 대장경들은 10번지 건물의 소유권을 자신이 직접 들어와 살기보다는 다른 사람에게 정치적 보상으로서의 특권으로 활용하기도 하였다. 대부분 재무장관이나 그 휘하, 하니면 친구나 친척들에게 10번지 건물을 임대해 주었다.

## 같이 보기
- 관저